# პ
პ（グルジア語: პარი、/pʼaɾɪ/）は、現行のグルジア文字の15番目の文字（正書法改正前は17番目）である。

## 使用
ジョージア語では両唇放出音[pʼ]を表す。記数法では数値80を表す。
ジョージア国内のラズ語でも使用されている。トルコ国内で使用されているラズ語ラテン・アルファベットの「P̌」または「Pʼ」に対応する。アブハズ語（1937年から1954年まで）およびオセット語（1938年から1954年まで）のグルジア文字表記法でも使用されていたが、現在はキリル文字が主に使われ、アブハズ語で「П」と、オセット語で「Пъ」と記される。
ジョージア語のラテン文字化では「P」または「Pʼ」と記す。グルジア語の点字では記号⠏（U + 280F）となる。

## 字形
| アソムタヴルリ | ヌスフリ | ムヘドルリ | ムタヴルリ |
| -------------- | -------- | ---------- | ---------- |
|                |          |            |            |

## 符号位置
| 文字 | Unicode | JIS X 0213 | 文字参照          | 備考           |
| ---- | ------- | ---------- | ----------------- | -------------- |
| Ⴎ    | U+10AE  | -          | &#x10AE; &#4270;  | アソムタヴルリ |
| ⴎ    | U+2D0E  | -          | &#x2D0E; &#11534; | ヌスフリ       |
| Პ    | U+1C9E  | -          | &#x1C9E; &#7326;  | ムタヴルリ     |
| პ    | U+10DE  | -          | &#x10DE; &#4318;  | ムヘドルリ     |